# Thư viện Quốc gia Trung Quốc
Thư viện Quốc gia Trung Quốc (giản thể: 中国国家图书馆; phồn thể: 中國國家圖書館; bính âm: Zhōngguó guójiā túshūguǎn) nằm tại Bắc Kinh là thư viện lớn nhất châu Á, cũng là một trong những thư viện lớn nhất thế giới với 23 triệu cuốn sách. Nó cũng là nơi lưu giữ nhiều nhất và phong phú nhất các tài liệu về lịch sử và văn hóa Trung Hoa.
Thư viện nay do chính phủ Nhà Thanh thành lập ngày 24 tháng 4 năm 1909, nhưng chính thức mở cửa vào năm 1912, sau cách mạng Tân Hợi.

## Hình ảnh

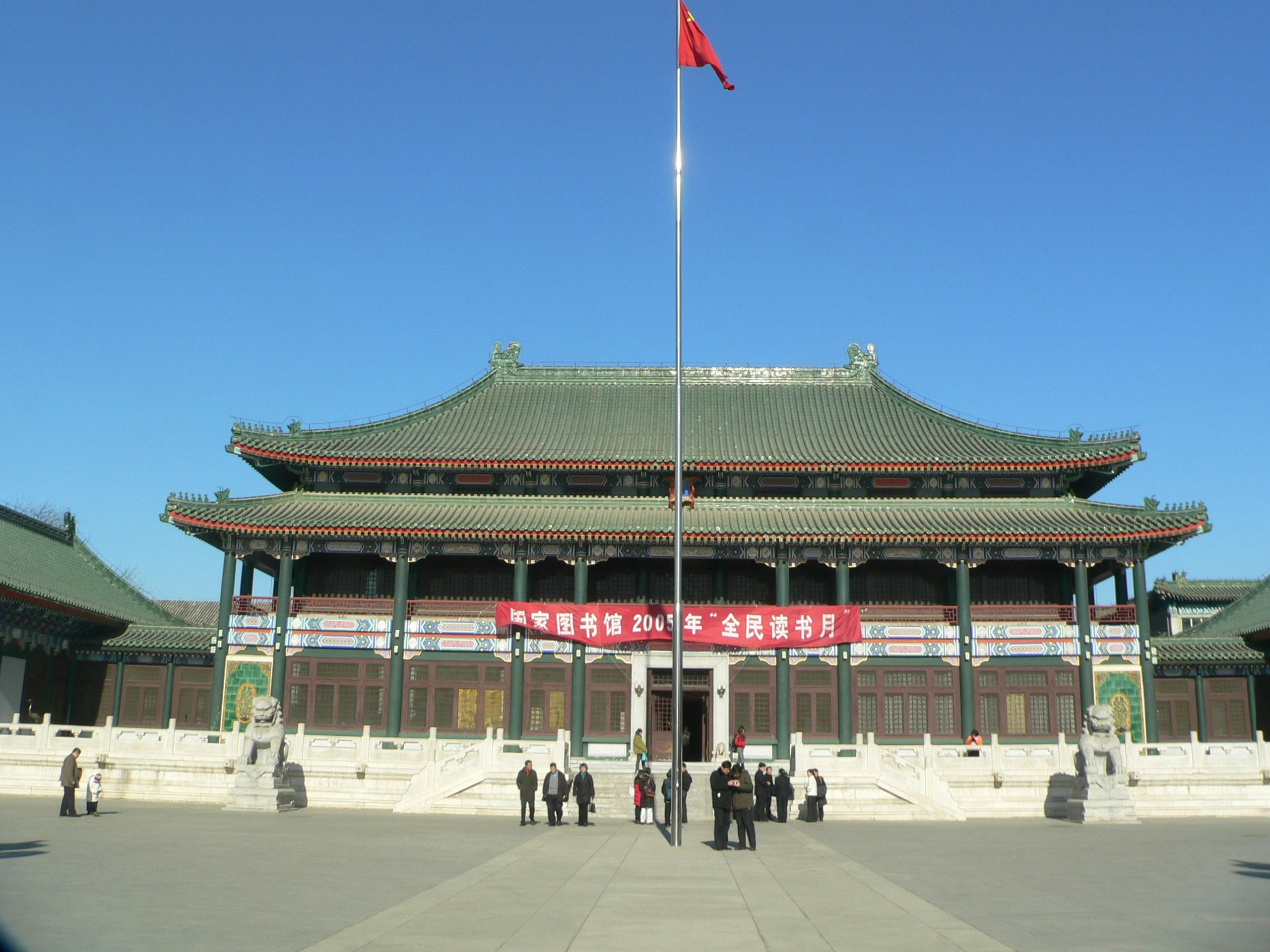
Kiến trúc cũ
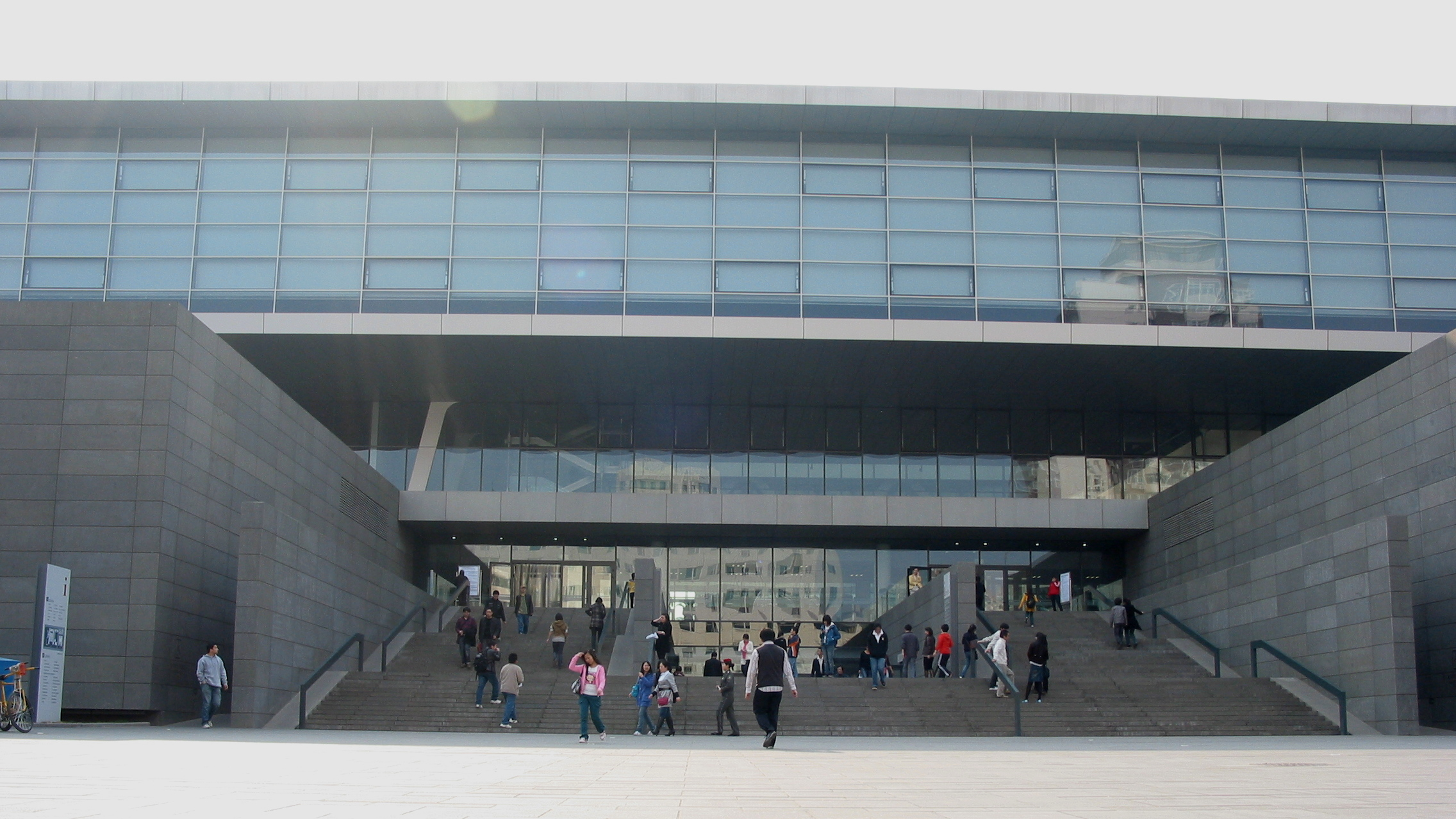
Mặt trước
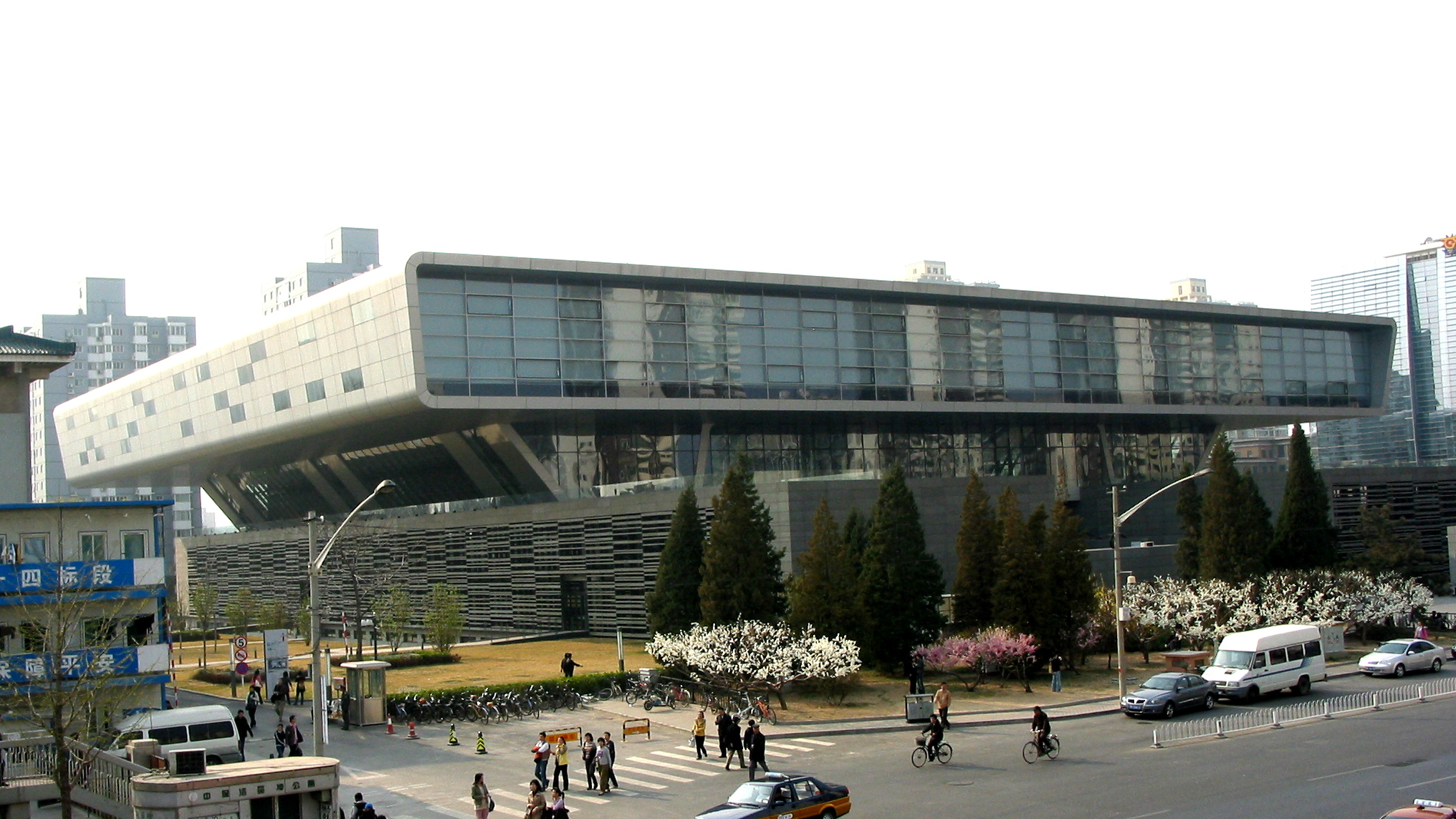
Góc Đông Bắc